# Via Cristoforo Colombo (Roma)
Via Cristoforo Colombo è una strada a scorrimento veloce di Roma, che collega il centro urbano della Capitale alla sua frazione di Ostia; inizia da Porta Ardeatina e prosegue in direzione sud-ovest, terminando sul litorale nel quartiere di Castel Fusano. Si tratta della via più lunga della città.
Per gran parte del suo percorso la strada presenta due corsie per ogni senso di marcia (più due complanari ai suoi lati); con i suoi 27 km di lunghezza è la più lunga strada italiana ad appartenere interamente al territorio di un solo comune e in molti tratti è anche la strada più larga del Paese. Assieme alla tangenziale Est di Roma, alle vie consolari e al Grande Raccordo Anulare è una delle più importanti arterie della Capitale.

## Storia
Progettata nel 1937 nell'ambito del piano quinquennale delle opere legate alla Esposizione universale di Roma del 1942, doveva collegare il centro della città, a partire da piazza Venezia, con le nuove realizzazioni espositive (EUR) per proseguire verso il Lido di Roma, secondo il progetto mussoliniano di espansione dell'Urbe verso il mare. Il 12 dicembre 1940, con delibera n. 4105, assume il nome di via dell'Impero, insieme a tutto il tratto interno alle Mura aureliane fino all'allora Foro dell'Impero Fascista (attuali piazza di San Marco e piazza della Madonna di Loreto), assorbendo la via dei Trionfi. Nel 1946, con delibera n. 3942 del 1º novembre, il tratto di via dell'Impero fra le Mura aureliane e il mare fu rinominato via dei Navigatori, quindi, il 25 febbraio 1948, con delibera n. 90, in via Cristoforo Colombo. Fu completata nel 1954.

## Percorso
Inizia dalle Mura aureliane, alla Porta Ardeatina e scavalca subito un tratto della circonvallazione (via Cilicia) e l'anello ferroviario nelle vicinanze della stazione Ostiense.
A piazza dei Navigatori curva verso ovest e lascia prima sulla destra il palazzo della regione Lazio e poi sulla sinistra la vecchia Fiera di Roma.
Superato il sistema di svincoli da cui ha inizio viale Marconi, via Laurentina e l'autostrada A91 per l'aeroporto di Fiumicino, scavalca gli impianti sportivi delle Tre Fontane ed entra nell'EUR.
Giunta all'altezza del parco Centrale del Lago si divide in due carreggiate che si ricongiungono dopo il piazzale Pier Luigi Nervi, dove si trova il Palazzo dello Sport.
L'incrocio con i viali dell'Oceano Pacifico e dell'Oceano Atlantico segna l'uscita della strada dall'EUR e dalle zone più densamente abitate della città; per 800 metri, fino alla progressiva chilometrica 11+300, coincide con il tratto iniziale di via Pontina per poi separarsi da questa e sottopassare, dopo circa un chilometro e mezzo, il Grande Raccordo Anulare, dalla sola carreggiata esterna del quale si può accedere alla Colombo.
Da via del Risaro costeggia la tenuta presidenziale di Castelporziano, poi a destra tocca Casal Palocco e, attraversata la pineta di Castel Fusano, termina ad Ostia in piazzale Cristoforo Colombo.
La via è alberata di pini domestici.

## Topografia

### Quartieri e zone attraversate

Via Cristoforo Colombo zona EUR

- Quartiere Ostiense, da viale di Porta Ardeatina a via delle Tre Fontane
- Quartiere Europa, da via delle Tre Fontane a piazzale Venticinque marzo 1957
- Zona Torrino, da piazzale Venticinque marzo 1957 al Grande Raccordo Anulare
- Zona Castel Fusano, da viale del Circuito alla tenuta di Castel Porziano
- Quartiere Lido di Castel Fusano, da viale della Villa di Plinio a piazzale Cristoforo Colombo

### Quartieri e zone di cui la strada è confine

#### Sul lato destro
- Zona Mezzocammino, dal Grande Raccordo Anulare al fosso di Malafede
- Zona Acilia Sud, dal fosso di Malafede a via Pindaro
- Zona Casal Palocco, da via Pindaro a viale del Circuito

#### Sul lato sinistro
- Quartiere Ardeatino, da viale di Porta Ardeatina a via Laurentina
- Zona Fonte Ostiense, da piazzale Venticinque marzo 1957 al bivio con via Pontina
- Zona Tor de' Cenci, dal Grande Raccordo Anulare al fosso di Malafede
- Zona Castel Porziano, dal fosso di Malafede alla tenuta di Castel Porziano

## Galleria d'immagini

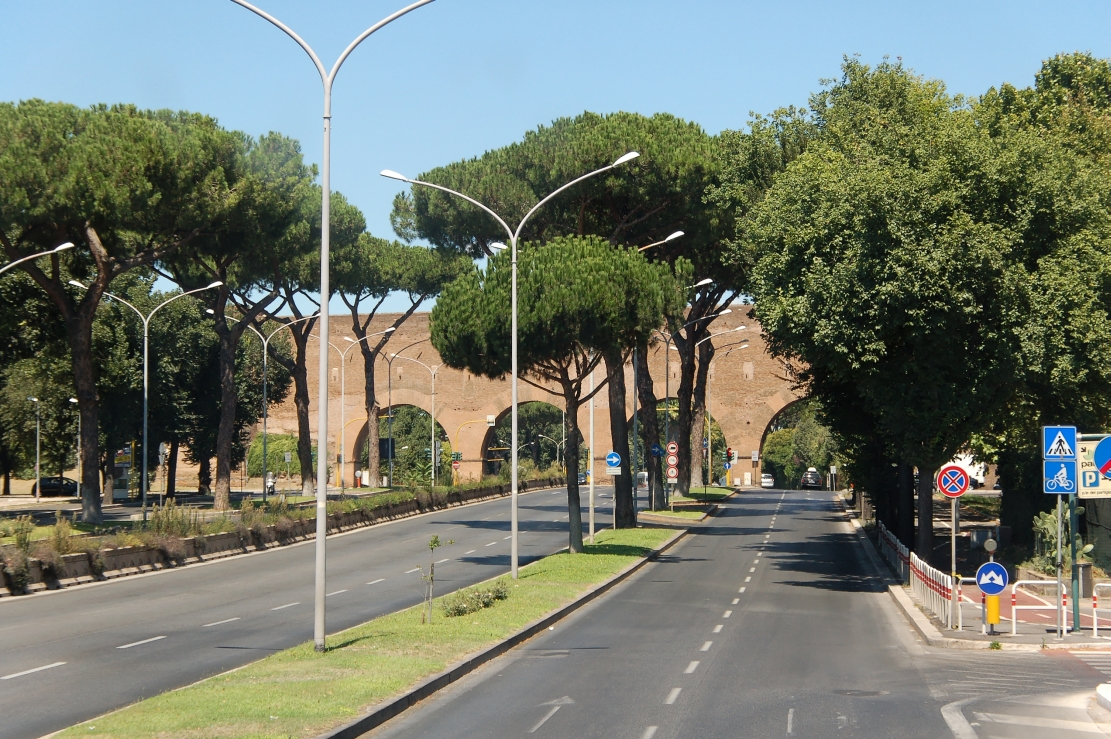
L'estremo settentrionale della strada a Porta Ardeatina
La strada il 10 aprile 1952 da piazza dei Navigatori verso sud-ovest
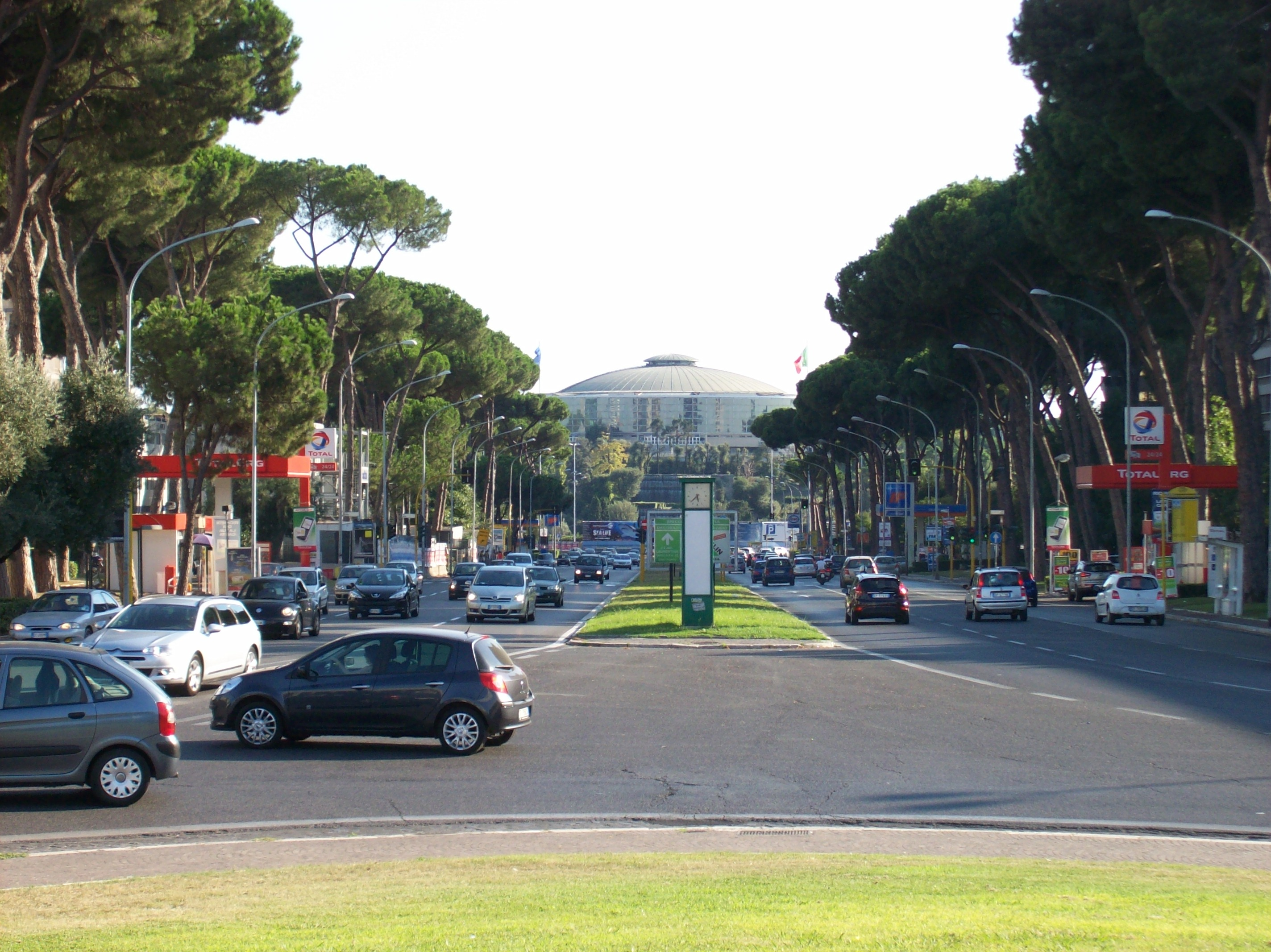
La strada vista da piazza Guglielmo Marconi con il Palazzo dello Sport sullo sfondo
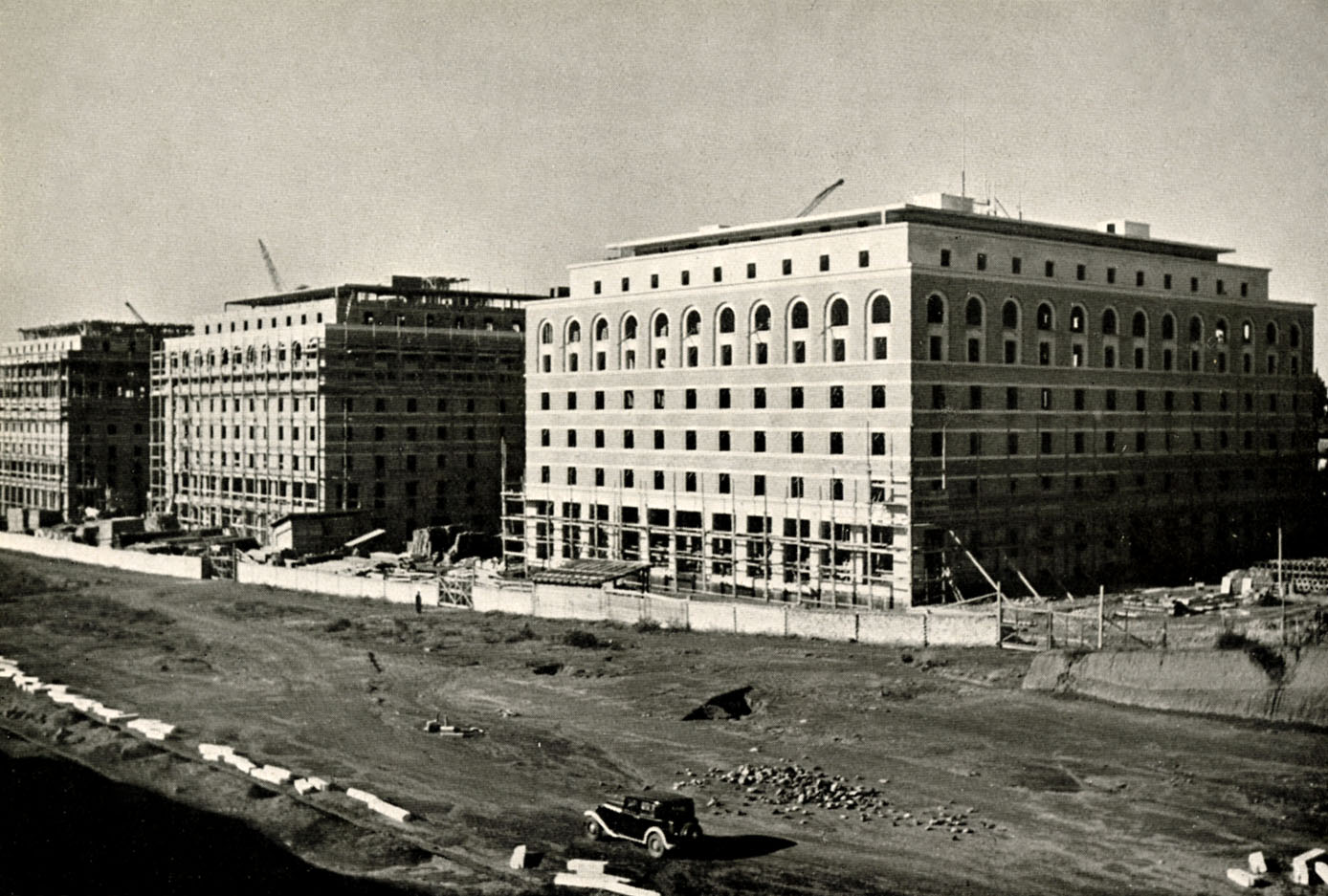
La strada e gli alberghi in costruzione all'EUR nel 1941
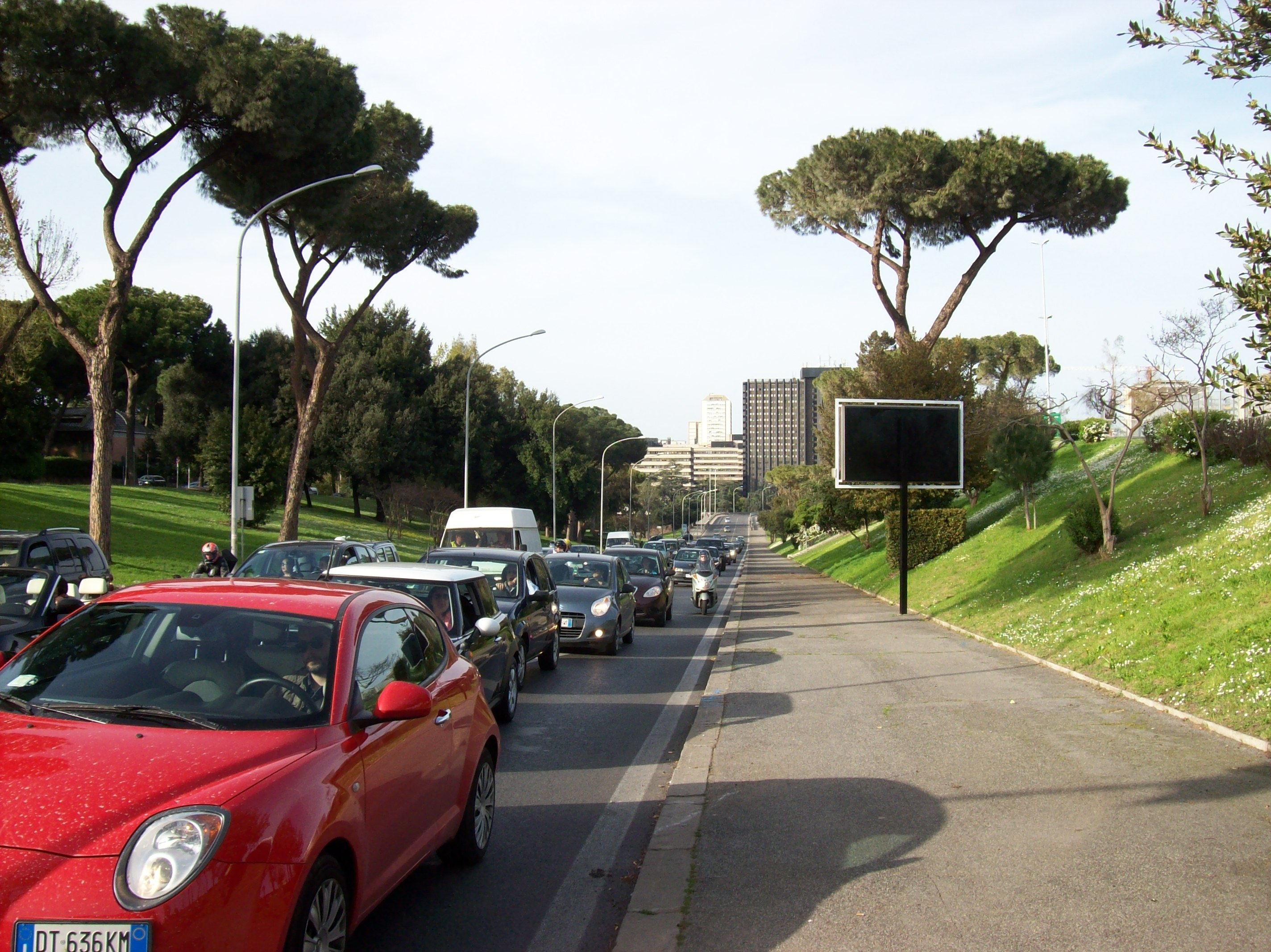
La carreggiata verso Ostia all'EUR
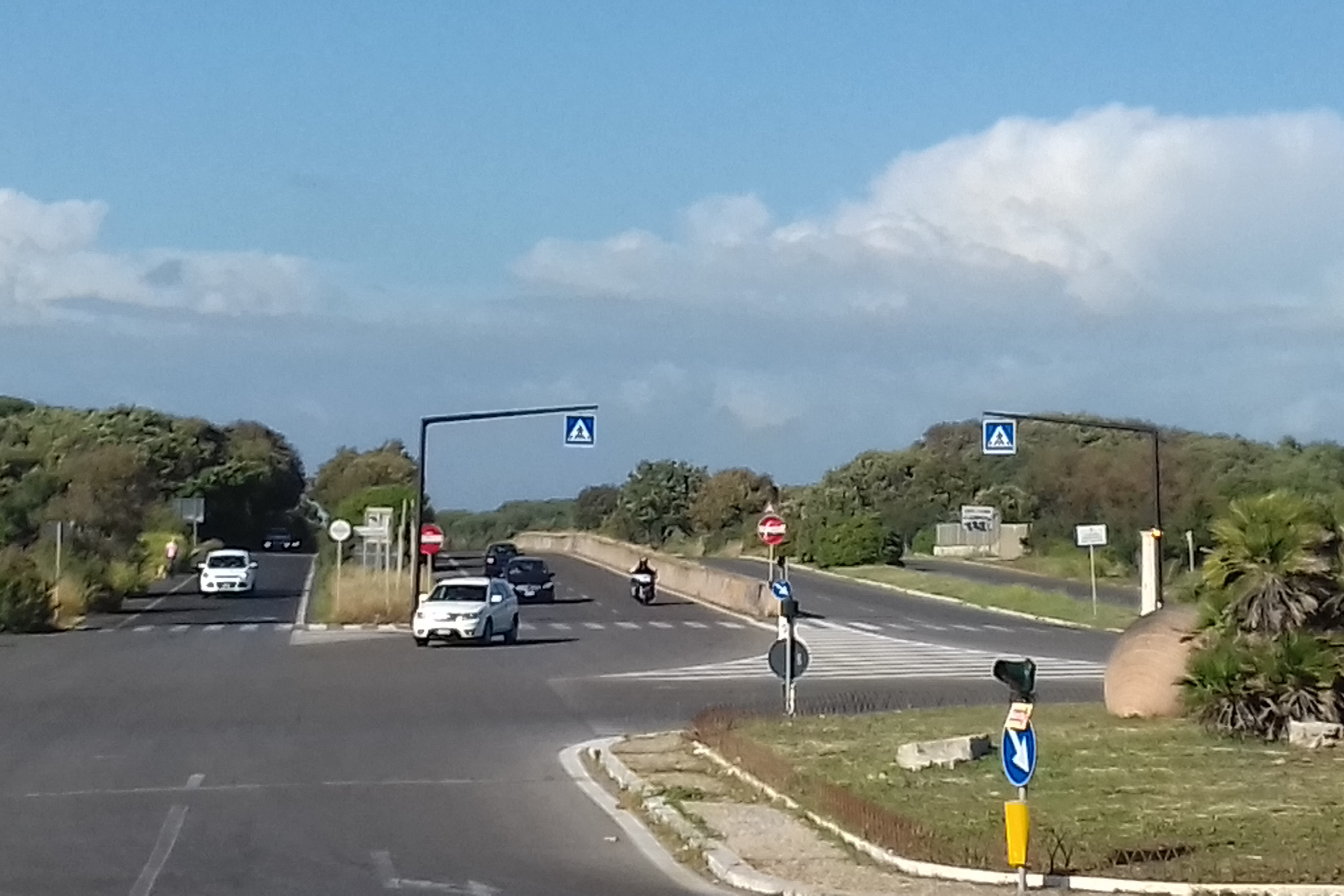
L'estremo meridionale della strada a Castel Fusano